# NGC 5605
NGC 5605 est une galaxie spirale intermédiaire située dans la constellation de la Balance. Sa vitesse par rapport au fond diffus cosmologique est de 3 635 ± 18 km/s, ce qui correspond à une distance de Hubble de 53,6 ± 3,8 Mpc (∼175 millions d'al). NGC 5605 a été découverte par l'astronome germano-britannique William Herschel en 1784.
On ne s'entend pas sur la classification de cette galaxie. Spirale intermédiaire pour les bases de données NASA/IPAC et HyperLeda, spirale barrée selon Wolfgang Steinicke et spirale ordinaire pour le professeur Seligman. On voit à peine la présence d'une barre sur l'image obtenue des données du relevé Pan-STARRS, ce n'est certes pas une spirale barrée, mais ce pourrait aussi être une spirale ordinaire.
La classe de luminosité de NGC 5605 est III et elle présente une large raie HI. Elle renferme également des régions d'hydrogène ionisé.
À ce jour, trois mesures non basées sur le décalage vers le rouge (redshift) donnent une distance de 59,700 ± 0,361 Mpc (∼195 millions d'al), ce qui est un peu à l'extérieur valeurs de la distance de Hubble. Notons cependant que c'est avec la valeur moyenne des mesures indépendantes, lorsqu'elles existent, que la base de données NASA/IPAC calcule le diamètre d'une galaxie et qu'en conséquence le diamètre de NGC 5605 pourrait être d'environ 27,1 kpc (∼88 400 al) si on utilisait la distance de Hubble pour le calculer.